# 业喜海顺
业喜海顺（？—1944年），蒙古王公，清末内扎萨克蒙古哲里木盟科尔沁右翼中旗人，末代扎萨克土谢图亲王。中华民国大陆时期及满洲国蒙古族政治人物。

## 生平
光绪十六年（1890年），色旺诺尔布桑宝承袭土谢图亲王爵位。光绪二十七年（1901年），色旺诺尔布桑宝（又作色旺诺尔布桑布）遇害，嗣子业喜海顺承袭王位，任科尔沁右翼中旗扎萨克土谢图亲王。
1911年外蒙古独立后，1912年8月20日乌泰举兵响应，宣布东蒙古独立，兵分3路进攻洮南府及周边各县：科尔沁右翼中旗土谢图亲王业喜海顺出兵配合攻打突泉；扎赉特旗札萨克巴特玛拉布坦出兵配合攻打靖安；科尔沁右翼后旗镇国公拉喜敏珠尔率部攻打镇东县。同年，乌泰的军队遭到中华民国奉天都督赵尔巽派吴俊升等部剿灭。
民国三年（1914年）业喜海顺到北京，同肃亲王善耆的侄女显珍结婚，住在北京成贤街东口路南的原阳贝子府（原贝子扬桑巴拉府邸）内。1920年，业喜海顺拜张作霖为义父。
满洲国成立后，业喜海顺夫妇离开北京，赴满洲国。1932年9月，业喜海顺任满洲国兴安南省省长。1933年1月，业喜海顺住宅原来的主人县长高某到这座祖宅祭祖，被业喜海顺的下人阻拦，双方发生冲突。业喜海顺乃向住宅大门外连续开枪，虽然没有造成人员伤亡，但被县长高某举报。自此业喜海顺长期不上班，乃被免去省长职务。1933年春开始，业喜海顺夫妇先后到沈阳、旅顺闲居。1939年，业喜海顺的妻子显珍因煤气中毒逝世。业喜海顺此后回到家乡居住。
1944年秋，业喜海顺在家乡病逝。